# Helga Boddin

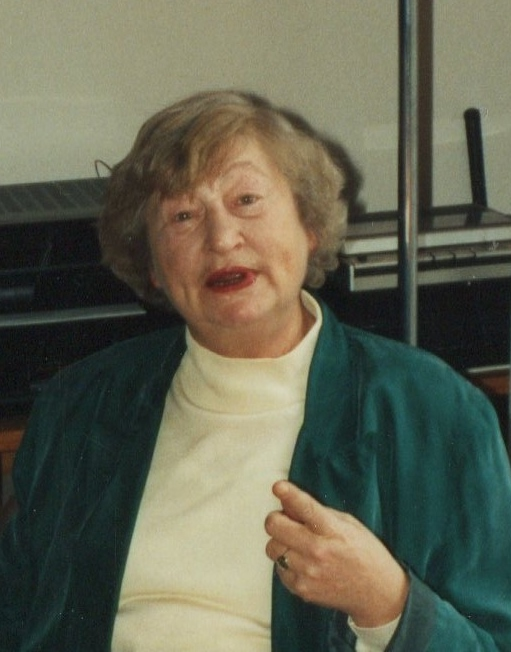
Helga Boddin

Helga Boddin (* 22. November 1926 in Hamburg; † 26. Dezember 2006 ebenda) war eine deutsche Rundfunkjournalistin und Moderatorin des N(W)DR.

## Leben

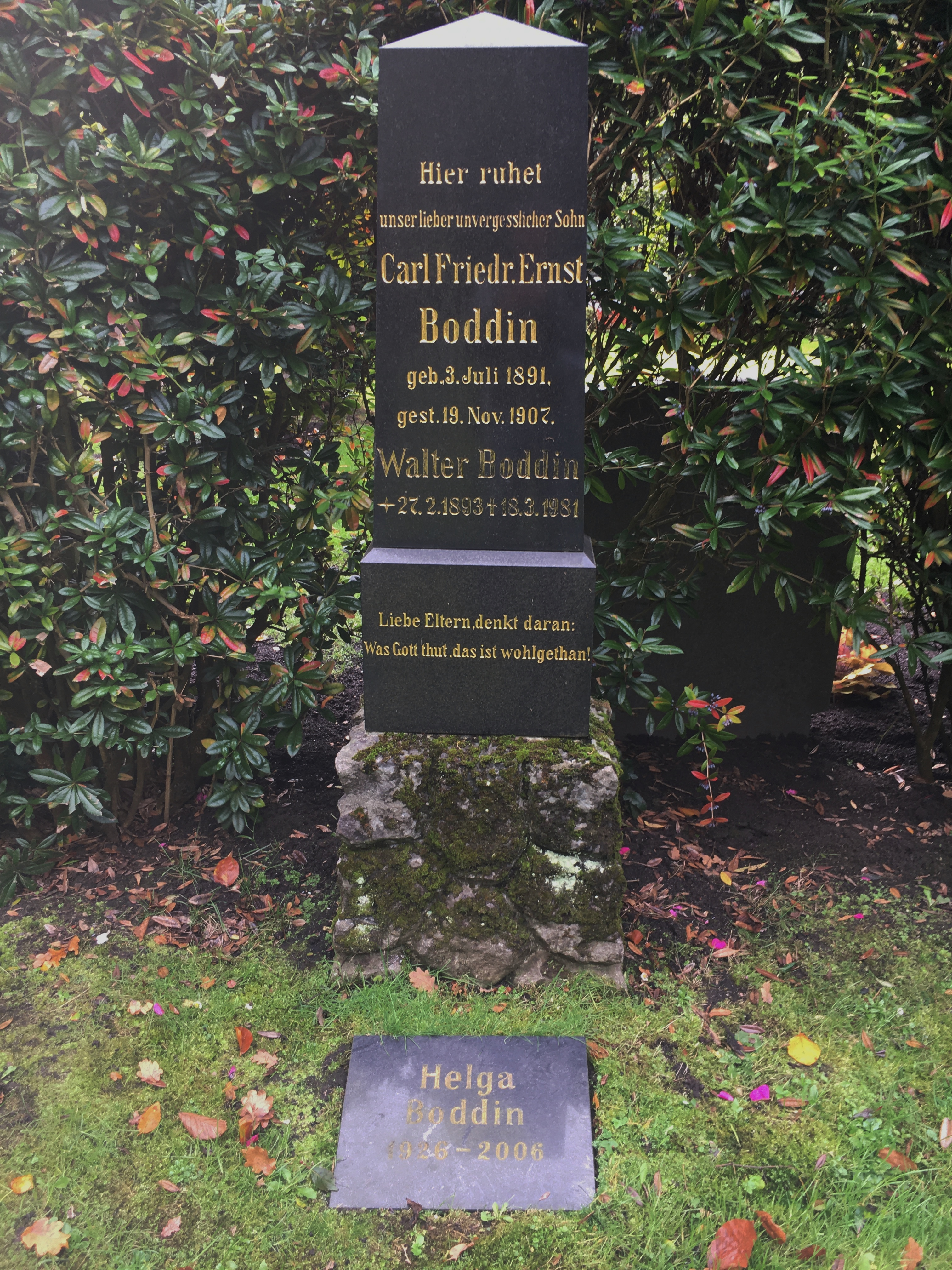
Grabstätte auf dem Friedhof Ohlsdorf

Helga Boddin wuchs in Hamburg-Winterhude auf, wo ihre Eltern ein Geschäft für Molkereiprodukte führten. Sie gehörte dem BDM an und führte unter anderem in der dortigen Spielschar Regie bei kleineren Theaterstücken. Sie wurde Assistentin der Gruppenleiterin für Florettfechten. Am 14. Februar 1944 beantragte sie die Aufnahme in die NSDAP und wurde zum 20. April desselben Jahres aufgenommen (Mitgliedsnummer 10.006.717). Wenige Monate vor Kriegsende musste Helga Boddin zum Arbeitsdienst nach Wismar.
Nach Kriegsende kehrte sie nach Hamburg zurück und fand nach einiger Zeit ein Engagement als Regieassistentin beim Städtebundtheater. Das war ein Tourneetheater, welches unter der Regie von Ludwig Cremer mit seinen Inszenierungen durch Schleswig-Holstein zog, Bühnenbilder und technische Ausstattung auf Lastwagen mitführend.
Im Alter von 80 Jahren verstarb Helga Boddin in ihrer Geburtsstadt und wurde auf dem dortigen Friedhof Ohlsdorf beigesetzt. Die Grabstätte liegt im Planquadrat AF 25 zwischen den Kapellen 6 und 7. 

## Hörfunk
1945 wurde Ludwig Cremer Leiter der Abteilung Hörfunk beim damaligen NWDR und vermittelte Helga Boddin 1946 als Assistentin zum Schulfunk. Von Ende 1946 bis Ende 1947 wurde sie vom NWDR suspendiert, weil sie ihre NSDAP-Mitgliedschaft nicht angegeben hatte. Auf Einspruch des von der englischen Besatzungsmacht eingesetzten NDR-Kontrolleurs Hugh Carlton Greene durfte sie für drei Monate die Rundfunkschule besuchen und arbeitete anschließend von 1948 bis 1955 für den Schulfunk. Nach einer Zeit als Mädchen für alles ging sie 1955 als Redaktionsassistentin zum Frauenfunk. Ihre redaktionellen Fähigkeiten und Aufgaben wuchsen. Bis 1958 redigierte sie unter anderem Manuskripte und leitete als Regisseurin die Aufnahme von Sendungen.
Schließlich wechselte sie 1958 in die Unterhaltungsabteilung des NDR, die von Henri Regnier geleitet wurde. Für die Morgenmusik wählte sie Schallplattenprogramme aus und begann zu moderieren. Ihre einprägsam tiefe Stimme machte sie unter den Hörern bald sehr populär. Sie stieg zur Redakteurin auf und präsentierte unter anderem den Saturday Night Club, Neues vom Musikmarkt und die Schlagerparade. Von 1979 bis zu ihrer Pensionierung 1982 amtierte sie als stellvertretende Leiterin der Hauptabteilung Unterhaltung.

## Gewerkschaft
Seit Ende der 1950er Jahre war Helga Boddin Gewerkschaftsmitglied. Sie engagierte sich dort vor allem als Vertreterin der Frauen in der Bundesorganisation der Gewerkschaft Kunst.